# Birte Schrein

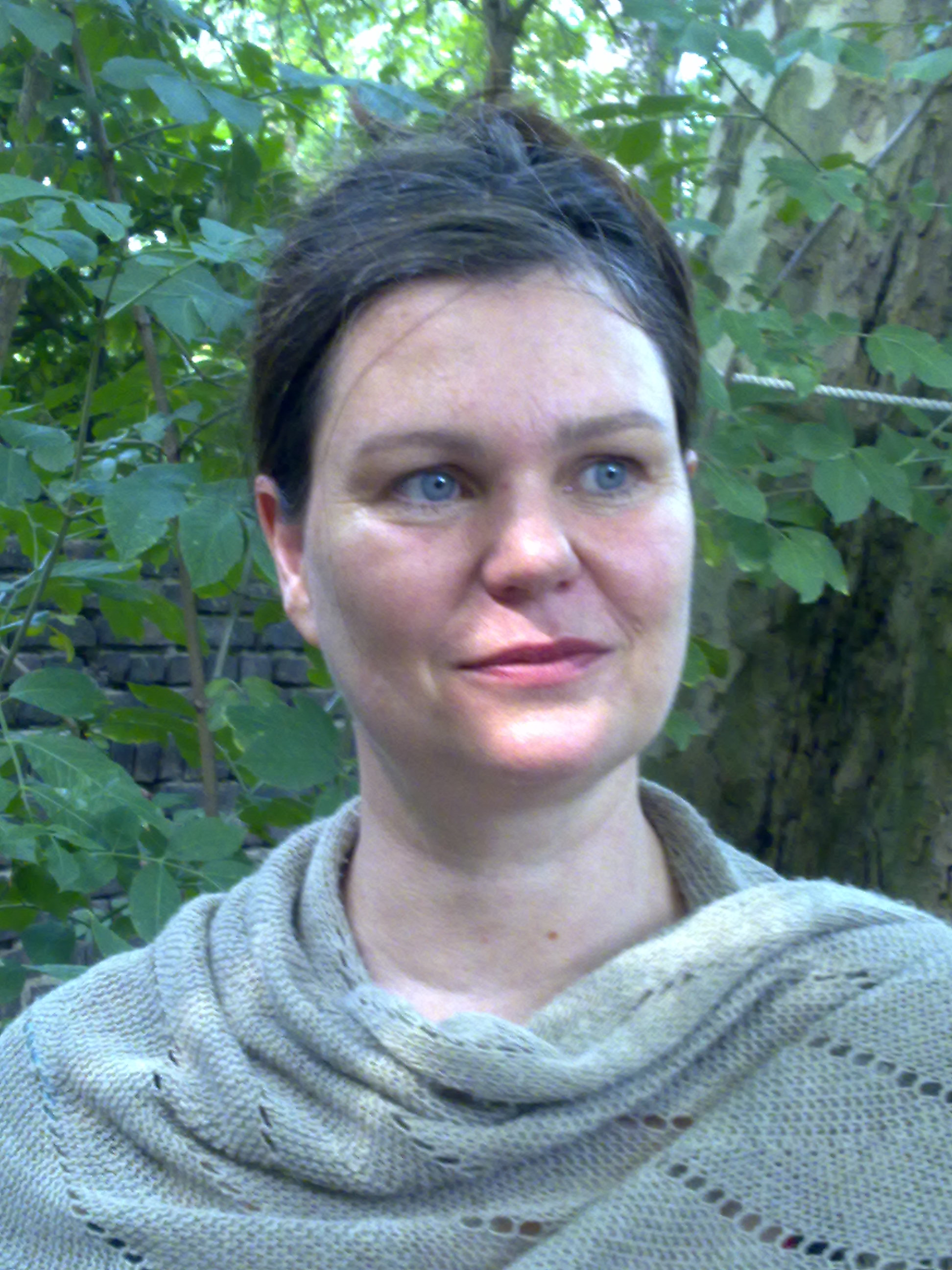
Birte Schrein (2014)

Birte Schrein (* 11. Februar 1969 in Lübeck) ist eine deutsche Schauspielerin und Theaterpädagogin.

## Leben
Birte Schrein studierte von 1988 bis 1991 Germanistik und Geschichte an der Karl-Franzens-Universität in Graz und absolvierte dann eine Schauspielausbildung am Mozarteum in Salzburg. Seit 1995 gehört sie zum festen Ensemble des Theaters Bonn in der Rheinmetropole Bonn. Sie spielte unter anderem die Rolle der Elizabeth Proctor in Hexenjagd von Arthur Miller, in Das kunstseidene Mädchen in der Bühnenfassung von Gottfried Greiffenhagen, die Elisabeth von Valois in Don Karlos, in Mutters Courage von George Tabori, in Fahrenheit 451, die Layla in Sünder/Sinners von Jehoschua Sobol sowie Hauptrollen in verschiedenen Stücken des Autors Neil LaBute, mit dem sie eine langjährige Arbeitsbeziehung verbindet. Am Schauspiel Frankfurt gastierte sie 2011 als Mae in Die Katze auf dem heißen Blechdach.
Daneben ist Schrein als Theaterpädagogin für Schauspiel an der Schauspielschule Siegburg in der nahe bei Bonn gelegenen Kreisstadt Siegburg tätig. Außerdem spielte sie in verschiedenen Film- und Fernsehproduktionen mit, gab zahlreiche Lesungen und war Sprecherin bei Features und Hörspielen.
Birte Schrein ist mit dem Dramaturgen Lothar Kittstein verheiratet, mit dem sie vier Kinder hat. Die Familie lebt in der Bonner Südstadt. 2011 spielte Schrein die Frau in Kittsteins Stück Böses Mädchen, 2014 die Hannelore Kohl in seinem experimentellen Theaterstück Schatten::Frau und 2018 war sie die Hauptdarstellerin in Lothar Kittsteins Stück Schlafende Hunde, in welchem sie die Frau eines ehemaligen Schlagersängers spielt, die sich nicht mit dem unvermeidlichen Altern und dem damit verbundenen Vergessen-werden abfinden kann.

## Hörspiele
- 2007: Johanna Olausson: LUKS – Regie: Susanne Krings (Hörspiel – WDR)

## Auszeichnungen und Ehrungen
- 2009: Bonner Theaterpreis, als Hauptpreis „Thespis“ für darstellerische Leistung[8]